# شکست سازه‌ای

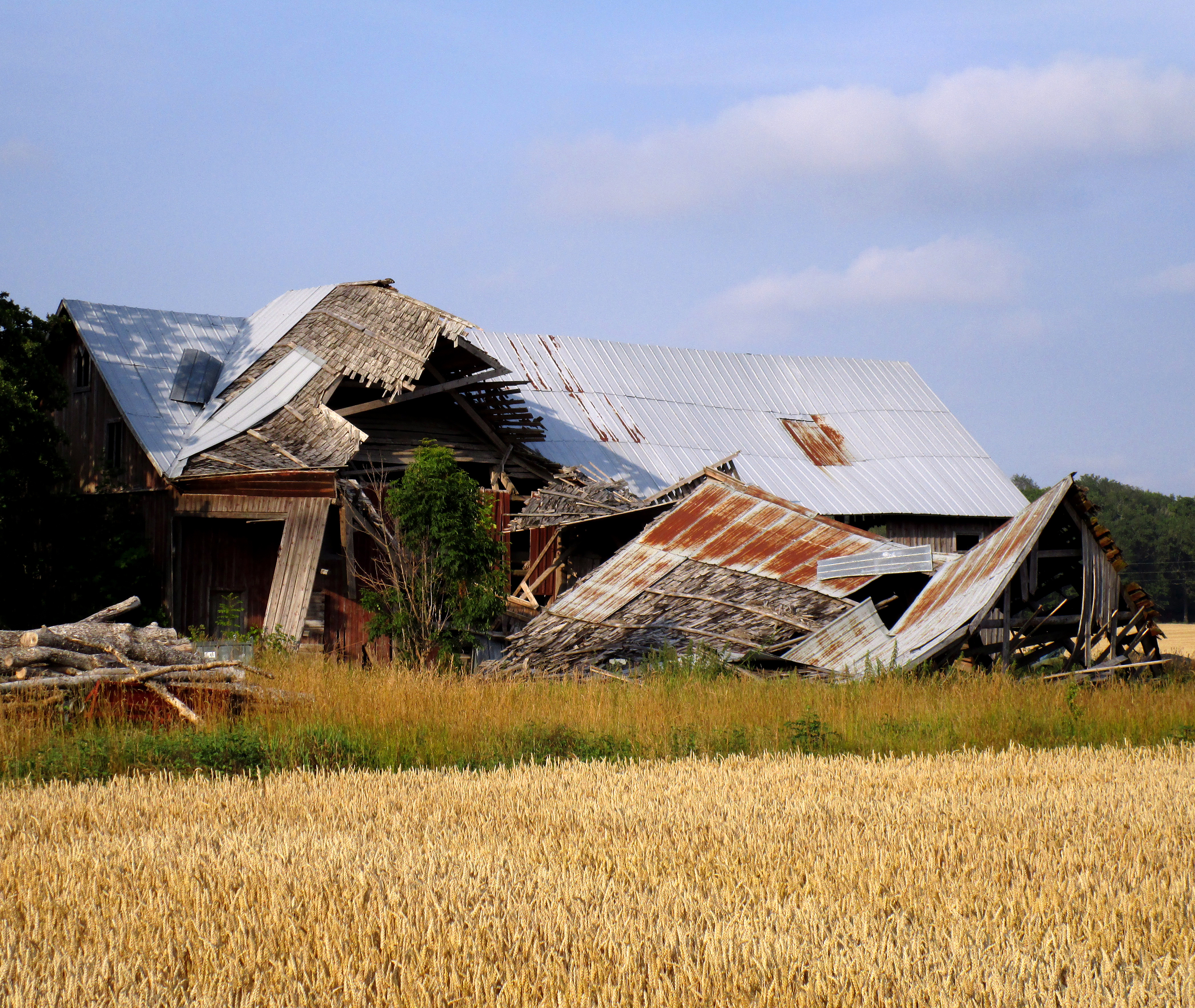
شکست سازه‌ای

پایان یافتن ظرفیت باربری یک عضو از سازه یا خود سازه، شکست یا گسیختگی سازه‌ای (به انگلیسی: Structural failure) نامیده می‌شود. شکست سازه‌ای زمانی اتفاق می‌افتد که تنش (به انگلیسی: Stress) گسیختگی در مصالح به کار رفته در سازه، ازحد نهایی مقاومت آنها بیشتر شود. در نتیجهٔ این فرایند، شکست یا تغییر شکل (به انگلیسی:Deformation-strain) بیش از اندازه، حاصل می‌شود. در حقیقت این تغیر شکل نتیجه تراکم بیش از اندازه تنش در عضو یا اعضایی از سازه است که در برابر آن محاسبه نشده‌اند ویا درست اجرا نگردیده‌اند؛ لذا مقاومت مجاز الاستیک یاکشسان (ارتجاعی)(به انگلیسی:Elastic limit of solid material) آنها به پایان رسیده و واردمرحله خمیری یا الاستیک دیاگرام هوک (به انگلیسی: Hook,s Law) می‌شوند. در سازه‌ای که به خوبی وبر اساس قوانین مقاومت مصالح طراحی شده باشد، نباید یک شکست موضعی باعث فروریختن آنی یا حتی تدریجی سازه شود. مقاومت نهایی، یکی از حالات حدی است که باید در طراحی یک سازه، لحاظ گردد*.